# Juan Acuña Naya
Juan Acuña Naya (La Corunya, 14 de febrer de 1923 - La Corunya, 30 d'agost de 2001), també conegut com a "Xanetas", fou un porter de futbol gallec que jugà durant tota la seva carrera professional al Deportivo de la Corunya, guanyant en 4 ocasions el Trofeu Zamora com a porter menys golejat de la Primera Divisió.

## Biografia
El seu primer equip fou l'Sporting Coruñés, passant posteriorment a l'Eureka. Finalment, l'any 1938 disputà el seu primer partit amb el Deportivo de la Corunya a Ferrol. Amb 16 anys ja s'havia guanyat la titularitat a la porteria gallega esdevenint ja un del porters menys golejats.
L'any 1941 aconsegueix amb el Deportivo l'ascens a primera divisió on les temporades 1941/42, 1942/43, 1949/50 i 1950/51 aconseguirà el Trofeu Zamora com a porter menys golejat de la categoria. Això no obstant, a partir de 1945, Acuña, començà a tenir problemes de pes. Amb el Deportivo aconseguiria el subcampionat de Lliga la temporada 1949/50.
Acuña es retirà l'any 1959, rebent a l'estiu de 1961 un homenatge a La Corunya amb un partit entre dos equips de veterans bascos i gallecs seguit d'un partit entre el Deportivo de la Corunya i el Club Deportivo Ourense. L'any 1989 el Dépor crea el Trofeu Juan Acuña, que es va celebrar fins a l'any 2007.

## Selecció espanyola
Malgrat ser un dels porters més destacats de la seva època, Acuña tan sols fou cridat en dos ocasions a la selecció nacional. L'any 1941 debutà a València al substituir al porter titular a la segona meitat en un enfrontament contra Suïssa.
Fou preseleccionat per la Copa del Món de Futbol de 1950 al Brasil com a suplent de Ignacio Eizaguirre, però el seleccionador finalment es decantà per Antoni Ramallets.